# Peliococcus lavandulae
Peliococcus lavandulae är en insektsart som först beskrevs av Victor Antoine Signoret 1875.  Peliococcus lavandulae ingår i släktet Peliococcus och familjen ullsköldlöss.
Artens utbredningsområde är Frankrike. Inga underarter finns listade i Catalogue of Life.